# Karel Obršlik
Karel Obršlik (někdy také Obršlík nebo Oberšlík, 29. prosince 1888, Třebíč – 16. prosince 1972 Bělehrad) byl český lékař.

## Biografie
Karel Obršlik se narodil v roce 1888 v Třebíči, studoval na gymnáziu v Třebíči za podpory JUDr. Karla Přerovského, patřil k nejlepším žákům a tak po maturitě nastoupil na fakultu medicíny ve Vídni. Po začátku první světové války nastoupil jako vojenský lékař do rakouské armády a pracoval v jugoslávských zemích. Tam se také v roce 1917 oženil a po skončení války se vrátil do Třebíče za matkou a představil ji svoji ženu, se kterou následně odešel do Jugoslávie. V roce 1928 působil jako velitel vojenské nemocnice v Záhřebu. Později pracoval jako chirurg v nemocnic v Koprivnici. V druhé světové válce pak pomáhal jugoslávských partizánům v Národně osvobozenecké armádě Jugoslávie a časem se stal i osobním lékařem Josipa Brože Tita.
Po skončení druhé světové války pracoval i nadále v jugoslávské armádě. Zemřel 16. prosince 1972 v Bělehradě. 